# Sommaren 85
Sommaren 85 är en svensk dramakomedi-serie från 2020. Huvudförfattare är Lisa Ambjörn efter en idé av  Emma Hamberg och Denize Karabuda.
Serien utspelar sig 1985 i det fiktiva samhället Braxinge där den nyskapade traditionen "Den stora korvfesten" en gång för alla ska sätta byn på kartan.

## Rollista (urval)
- Elina Sätterman – Lena
- Emma Broomé – Åsa Westerlund
- Lotta Tejle – Barbro Westerlund
- Mats Blomgren – Stickan Westerlund
- Kajsa Ernst – Ju-Anita
- Klara Kry – Sussi
- Morgan Alling – Janne
- Gustav Berghe – Finn-Magnus
- Kim Halén – Max
- Anton Lundqvist – Örjan
- Mattias Nordkvist – Grizzly
- Staffan Ling – Allan Klevenbrandt
- Eric Ericson – Frank